# Kanton Aignay-le-Duc
Der Kanton Aignay-le-Duc war bis 2015 ein französischer Wahlkreis im Arrondissement Montbard, im Département Côte-d’Or und in der Region Burgund. Er bestand aus 16 Gemeinden, sein Hauptort war Aignay-le-Duc, Vertreter im Generalrat des Départements war zuletzt von 1970 bis 2015 Henri Julien. 
Der Kanton war 266,16 km² groß und hatte 1622 Einwohner (Stand: 1999). 

## Gemeinden
| Gemeinde                 | Einwohner Jahr | Fläche km² | Bevölkerungsdichte | Code INSEE | Postleitzahl |
| ------------------------ | -------------- | ---------- | ------------------ | ---------- | ------------ |
| Aignay-le-Duc            | 302 (2013)     | –          | – Einw./km²        | 21004      | 21510        |
| Beaulieu                 | 32 (2013)      | –          | – Einw./km²        | 21052      | 21510        |
| Beaunotte                | 21 (2013)      | –          | – Einw./km²        | 21055      | 21510        |
| Bellenod-sur-Seine       | 77 (2013)      | –          | – Einw./km²        | 21061      | 21510        |
| Busseaut                 | 52 (2013)      | –          | – Einw./km²        | 21117      | 21510        |
| Duesme                   | 46 (2013)      | –          | – Einw./km²        | 21235      | 21510        |
| Échalot                  | 103 (2013)     | –          | – Einw./km²        | 21237      | 21510        |
| Étalante                 | 130 (2013)     | –          | – Einw./km²        | 21253      | 21510        |
| Mauvilly                 | 68 (2013)      | –          | – Einw./km²        | 21396      | 21510        |
| Meulson                  | 37 (2013)      | –          | – Einw./km²        | 21410      | 21510        |
| Minot                    | 205 (2013)     | –          | – Einw./km²        | 21415      | 21510        |
| Moitron                  | 60 (2013)      | –          | – Einw./km²        | 21418      | 21510        |
| Origny                   | 49 (2013)      | –          | – Einw./km²        | 21470      | 21510        |
| Quemigny-sur-Seine       | 95 (2013)      | –          | – Einw./km²        | 21514      | 21510        |
| Rochefort-sur-Brévon     | 45 (2013)      | –          | – Einw./km²        | 21526      | 21510        |
| Saint-Germain-le-Rocheux | 83 (2013)      | –          | – Einw./km²        | 21549      | 21510        |

## Bevölkerungsentwicklung
| 1962 | 1968 | 1975 | 1982 | 1990 | 1999 |
| ---- | ---- | ---- | ---- | ---- | ---- |
| 2309 | 2534 | 2203 | 1958 | 1807 | 1622 |